# Edimilson Fernandes
Edimilson Fernandes (ur. 15 kwietnia 1996 w Sionie) – szwajcarski piłkarz pochodzenia portugalsko-kabowerdyjskiego, występujący na pozycji pomocnika we francuskim klubie Brest oraz w reprezentacji Szwajcarii. Uczestnik Mistrzostw Świata 2022. Wychowanek FC Sion.
Kuzyn Gelsona i Manuela Fernandesów oraz Cabrala. Został powołany na Mistrzostwa Europy 2020, jednak nie wystąpił w żadnym spotkaniu